# グラント・ヒル
グラント・ヘンリー・ヒル（Grant Henry Hill, 1972年10月5日 - ）は、アメリカ合衆国・テキサス州ダラス出身の元プロバスケットボール選手。アトランタ・ホークスで共同オーナーと取締役副社長を務めていたが。2023年からはアメリカ代表のマネージングディレクターを務めている。
現役時代にはNBA新人王を受賞、7回のNBAオールスターゲームに選出され、2018年にはバスケットボール殿堂入りも果たした。

## 経歴

### 学生時代
父親のカルビン・ヒルは、NFLのダラス・カウボーイズなどでプレイしたランニングバック、母親はウェルズリー女子大学の出身で、入学した最初の年、後にファーストレディとなったヒラリー・クリントンのルームメートだった。父親がNFLを引退した後、バージニア州レストンに移り住み、ヒルは高校でバスケットボールのスター選手として知られるようになった。デューク大学に進学し1991年と1992年の2年連続NCAAトーナメントでチームは優勝。1994年も準優勝を果たした。

### NBA

#### デトロイト・ピストンズ時代
名将マイク・シャシェフスキー率いるデューク大学ブルーデビルズを卒業後、1994年のNBAドラフトでデトロイト・ピストンズに1巡目3位で指名されて入団した。ルーキーイヤーである1994-95シーズン、ヒルは鮮烈なデビューを果たす。1試合あたり19.9点、5.0アシスト、6.4リバウンド、1.77スティールを記録し、ジェイソン・キッドと共にルーキー・オブ・ザ・イヤー（新人王）に選ばれた。さらに1995年のNBAオールスターゲームではシャキール・オニールを抑えてファン投票トップで選出された。北米4大プロスポーツリーグにおいて、新人がファン投票で1位を獲得したのは初のことである。翌1996年のオールスターゲームでは、引退を撤回して復帰したマイケル・ジョーダンを破り、再びファン投票トップで出場した。
1996-97シーズンは、1試合あたり21.4得点、9.0リバウンド、7.3アシスト、1.80スティールを記録して。シーズンMVP投票でカール・マローン、マイケル・ジョーダンに次いで3番目の得票を得た。また、オールNBAファーストチームに選ばれた。このシーズンNBAで記録されたトリプルダブル35回中13回がヒルによるものだった。1995-96シーズンから4年間、ガード以外の選手中で、4年連続アシスト1位、1995-96シーズンから1997-98シーズンまでの3シーズン連続でリーグトップのトリプルダブル数を記録していた。またピストンズ時代、ヒルは3度チームの得点、リバウンド、アシストで同時に1位となった。これはNBA史上ウィルト・チェンバレンだけしか記録していなかったことである（2回以上記録したのもエルジン・ベイラーを入れた3人だけ）。
1999年2月8日にワシントン・ウィザーズ戦ではキャリアハイの46得点を記録した。ピストンズは1996年以降4度のプレーオフに進出こそするものの、いずれも1回戦で敗退、優勝を争うにはいたらず、トレードを希望するようになり、2000年8月3日チャッキー・アトキンスとベン・ウォーレスとのサイン・アンド・トレードでオーランド・マジックに移籍した。

#### オーランド・マジック時代
新天地マジックでは、トロント・ラプターズから加入したトレイシー・マグレディとのコンビが大きな期待を集めた。しかし移籍後すぐ4ゲーム目で、足首を骨折する。以降、ヒルは足首の故障に悩まされ続けることになる。手術の繰り返しにより3シーズンでわずか47試合しか出場できなかった。2003-04シーズンは怪我の影響で全休となった。
2004-05シーズン、イースト11月第3週のプレーヤーオブザウイークに選出されたり、2月15日のロサンゼルス・クリッパーズ戦ではシーズンハイの39得点、2月27日のマイアミ・ヒート戦では34得点を挙げるなど、ようやく怪我から復調し、67試合に出場、1試合平均19.7得点の記録を残し、このシーズン、ファン投票でスターターとしてオールスターに出場した。プレーオフ出場を争う中、最終盤の数試合を怪我で離脱したこともあり、チームはプレーオフ進出を逃した。
2005-06シーズン、開幕から欠場、復帰第2戦目の12月16日、ダラス・マーベリックス戦では28得点、12月26日、ミルウォーキー・バックス戦、12月28日、ニューヨーク・ニックス戦などで、20得点越えを記録するなどしたが、今度はヘルニアに苛まれるようになりわずか21試合の出場しかできなかった。ヘルニアは足にも影響し再び手術をしなければならなかった。一時は引退とまで囁かれるようになる。
2006-07シーズン、オフにリハビリに成功し、ドワイト・ハワード中心のチームへと変貌する中、ロールプレーヤーとして、65試合に出場、このシーズン1試合平均14.4得点を記録した。チームはプレーオフに進出したが、1回戦で古巣のデトロイト・ピストンズに格の違いを見せられて4戦全敗でスイープされた。

#### フェニックス・サンズ時代
2007年オフにはフリーエージェントとなり、フェニックス・サンズに移籍。サンズのアップテンポなバスケットに適応し、スターターとして5年連続1試合平均得点2桁を記録するなど活躍、また相手チームのエースを抑えるディフェンス面でも活躍し、チームに不可欠な存在となっていた。2007-08シーズン、アムウェイ・アリーナにサンズの一員として凱旋した時は、古巣マジックのファンから大ブーイングを浴びせられた。
2009-10シーズン開幕前にはボストン・セルティックス、ニューヨーク・ニックスなど数チームが獲得へ興味を示したが、サンズに残留。カンファレンスファイナルに進出したが、レイカーズに2勝4敗で敗れ、初のNBAファイナル進出はならなかった。
2010-11シーズン、12月19日、オクラホマシティ・サンダー戦で30得点、2011年2月27日、インディアナ・ペイサーズ戦ではシーズンハイの34得点の活躍を見せた。このシーズン、セルティクスへのトレードも囁かれたが、残留した。2011年12月9日、1年650万ドルで契約を延長した。3月23日ペイサーズ戦ではシーズンハイの22得点の活躍を見せたが、3月25日キャブス戦以降は怪我で欠場した。2011–12シーズン終了時でNBA通算 17,000 得点に達した。

#### ロサンゼルス・クリッパーズ時代
2012年7月18日、シーズン前にはスティーブ・ナッシュと共にロサンゼルス・レイカーズ入りが報じられていたが、ロサンゼルス・クリッパーズと2年契約を結んだ。開幕から怪我で長期離脱、僅か29試合の出場となった。5月3日プレーオフ1stラウンド、メンフィス・グリズリーズとのゲーム6に20分出場したのが現役最後のゲームとなった。2013年6月1日、現役引退を発表した。怪我に悩まされながらも40歳まで現役を続けた。
引退後
引退後はTNTとNBA TVの解説者として活動。2015年4月にはアトランタ・ホークスの株を購入し、共同オーナーに就任した。
2018年3月31日、バスケットボール殿堂入りが発表された。

## プレースタイル
キャリア初期には得点、アシスト、リバウンドにおいて非凡な成績を収め、トリプルダブルを量産するなど、人気、実力を兼ね揃えたオールラウンダーとして名を馳せ、FILA社のグラント・ヒルモデルのシューズが爆発的な売れ行きを見せるなど、リーグを担うポストマイケル・ジョーダンとして期待された。しかし度重なる負傷によって全盛期の大半を棒に振ってしまったが、次第にロールプレーヤーとなり、息の長い活躍を見せた。ピストンズ時代のプレースタイルとは異り、ペネトレーションや派手なダンクを見せる事は極端に減り、ポイントアベレージは落ちたが、シューティングアベレージは已然高く、またスリーポイントのアテンプト数、成功率も上昇した。時折全盛期を彷彿とさせるペネトレーションやダンクなども披露した。また経験値の高いベテランとしてチームに貢献。特に、長年の経験と技術をもちいたディフェンスは最盛期にもひけをとらず、相手のSG/SFを大いに苦しめ、時にはサイズで不利極まりないPFを封じ込めることすらあり、サンズ時代にはディフェンシブプレーヤーオブザイヤーの投票で多数の票を集めた。
スティーブ・カーはサンズ時代のヒルの存在をゴールデンステイト・ウォリアーズ時代のアンドレ・イグダーラに、ティム・ダンカンはキャリア晩期のマヌ・ジノビリに例えた。

## 個人成績

### NBAレギュラーシーズン
| シーズン     | チーム       | GP   | GS  | MPG  | FG%  | 3P%   | FT%  | RPG | APG | SPG | BPG | TO   | PPG  |
| ------------ | ------------ | ---- | --- | ---- | ---- | ----- | ---- | --- | --- | --- | --- | ---- | ---- |
| 1994–95      | DET          | 70   | 69  | 38.3 | .477 | .148  | .732 | 6.4 | 5.0 | 1.8 | .9  | 2.89 | 19.9 |
| 1995–96      | DET          | 80   | 80  | 40.8 | .462 | .192  | .751 | 9.8 | 6.9 | 1.2 | .6  | 3.29 | 20.2 |
| 1996–97      | DET          | 80   | 80  | 39.3 | .496 | .303  | .711 | 9.0 | 7.3 | 1.8 | .6  | 3.24 | 21.4 |
| 1997–98      | DET          | 81   | 81  | 40.7 | .452 | .143  | .740 | 7.7 | 6.8 | 1.8 | .6  | 3.52 | 21.1 |
| 1998–99      | DET          | 50   | 50  | 37.0 | .479 | .000  | .752 | 7.1 | 6.0 | 1.6 | .5  | 3.68 | 21.1 |
| 1999–00      | DET          | 74   | 74  | 37.5 | .489 | .347  | .795 | 6.6 | 5.2 | 1.4 | .6  | 3.24 | 25.8 |
| 2000–01      | ORL          | 4    | 4   | 33.3 | .442 | 1.000 | .615 | 6.3 | 6.3 | 1.2 | .5  | 2.75 | 13.8 |
| 2001–02      | ORL          | 14   | 14  | 36.6 | .426 | .000  | .863 | 8.9 | 4.6 | .6  | .3  | 2.64 | 16.8 |
| 2002–03      | ORL          | 29   | 29  | 29.1 | .492 | .250  | .819 | 7.1 | 4.2 | 1.0 | .4  | 2.90 | 14.5 |
| 2004–05      | ORL          | 67   | 67  | 34.9 | .509 | .231  | .821 | 4.7 | 3.3 | 1.5 | .4  | 2.40 | 19.7 |
| 2005–06      | ORL          | 21   | 17  | 29.2 | .490 | .250  | .765 | 3.8 | 2.3 | 1.1 | .3  | 1.67 | 15.1 |
| 2006–07      | ORL          | 65   | 64  | 30.9 | .518 | .167  | .765 | 3.6 | 2.1 | .9  | .4  | 2.22 | 14.4 |
| 2007–08      | PHX          | 70   | 68  | 31.7 | .503 | .317  | .867 | 5.0 | 2.9 | .9  | .8  | 1.37 | 13.1 |
| 2008–09      | PHX          | 82   | 68  | 29.8 | .523 | .316  | .808 | 4.9 | 2.3 | 1.1 | .7  | 1.54 | 12.0 |
| 2009–10      | PHX          | 81   | 81  | 30.0 | .478 | .438  | .817 | 5.5 | 2.4 | .7  | .4  | 1.33 | 11.3 |
| 2010–11      | PHX          | 80   | 80  | 30.1 | .484 | .395  | .829 | 4.2 | 2.5 | .8  | .4  | 1.68 | 13.2 |
| 2011–12      | PHX          | 49   | 46  | 28.1 | .446 | .264  | .761 | 3.5 | 2.2 | .8  | .6  | 1.3  | 10.2 |
| 2012–13      | LAC          | 29   | 0   | 15.1 | .388 | .273  | .583 | 1.7 | .9  | .4  | .2  | .9   | 3.2  |
| 通算         | 通算         | 1026 | 972 | 33.9 | .483 | .314  | .769 | 6.0 | 4.1 | 1.2 | .6  | 2.4  | 16.7 |
| オールスター | オールスター | 6    | 6   | 22.2 | .571 | .500  | .545 | 2.5 | 3.2 | 1.2 | .2  | –    | 10.5 |

### NBAプレーオフ
| シーズン | チーム | GP | GS | MPG  | FG%  | 3P%  | FT%   | RPG | APG | SPG | BPG | TO   | PPG  |
| -------- | ------ | -- | -- | ---- | ---- | ---- | ----- | --- | --- | --- | --- | ---- | ---- |
| 1996     | DET    | 3  | 3  | 38.3 | .564 | .500 | .857  | 7.3 | 3.7 | 1.0 | .0  | 2.67 | 19.0 |
| 1997     | DET    | 5  | 5  | 40.6 | .437 | .000 | .718  | 6.8 | 5.4 | .8  | 1.0 | 3.80 | 23.6 |
| 1999     | DET    | 5  | 5  | 35.2 | .457 | .000 | .813  | 7.2 | 7.4 | 2.0 | .4  | 2.40 | 19.4 |
| 2000     | DET    | 2  | 2  | 27.5 | .375 | .500 | .900  | 5.5 | 4.5 | .5  | .0  | 5.00 | 11.0 |
| 2007     | ORL    | 4  | 4  | 35.8 | .500 | .000 | .667  | 5.5 | 3.8 | .5  | .2  | 2.50 | 15.0 |
| 2008     | PHX    | 3  | 2  | 22.7 | .455 | .000 | 1.000 | 5.3 | 1.0 | .7  | .3  | 0.00 | 3.7  |
| 2010     | PHX    | 16 | 16 | 28.3 | .480 | .188 | .868  | 5.8 | 2.3 | .8  | .6  | 1.19 | 9.6  |
| 2013     | LAC    | 1  | 0  | 20.0 | .500 | .000 | .000  | 4.0 | 2.0 | .0  | .0  | 1.0  | 4.0  |
| 通算     | 通算   | 39 | 37 | 31.6 | .469 | .238 | .781  | 6.1 | 3.6 | .9  | .5  | 2.0  | 13.4 |

## その他
- 妻はR&B歌手のタミア（TAMIA）。グラントがキーボードを演奏できるということもあって彼女のアルバムに参加したこともある。タミアとの間に一児（マイラ・グレイス）をもうけている。

- かつてはイタリアのスポーツメーカーであるフィラと契約を結んでおり、ヒルがシグネチャーモデルのバスケットシューズが存在した。当時（1990年代中ごろ）は日本の中高生にも人気の高いモデルだった。